# Qualificazioni al campionato europeo maschile under 21 di calcio 2019 - Gruppo 3

## Classifica
| Squadra   | P.ti | G  | V | N | P | F  | S  | DR  |
| --------- | ---- | -- | - | - | - | -- | -- | --- |
| Danimarca | 23   | 10 | 7 | 2 | 1 | 30 | 8  | +22 |
| Polonia   | 22   | 10 | 6 | 4 | 0 | 22 | 9  | +13 |
| Georgia   | 12   | 10 | 3 | 3 | 4 | 11 | 19 | -8  |
| Finlandia | 9    | 10 | 2 | 3 | 5 | 13 | 21 | -8  |
| Lituania  | 8    | 10 | 2 | 2 | 6 | 7  | 16 | -9  |
| Fær Øer   | 7    | 10 | 1 | 4 | 5 | 10 | 20 | -10 |

## Risultati
| Arbitro: | Kennedy |

|                                                 |           |  |
| Romanovskij 28’ (rig.) Janonis 80’ Baniulis 85’ | Marcatori |  |

| Arbitro: | Marhefka |

|  |           |                                      |
|  | Marcatori | 13’ Ingvartsen 59’ Nissen 56’ Jensen |

| Arbitro: | San |

|  |           |                                       |
|  | Marcatori | 58’ (rig.), 65’ Kownacki 71’ Kapustka |

| Arbitro: | Matyunin |

|                                                   |           |  |
| Nissen 28’, 44’, 87’ Skov 30’, 55’ Ingvartsen 80’ | Marcatori |  |

| Arbitro: | Durieux |

|              |           |           |
| Kairinen 56’ | Marcatori | 59’ Olsen |

| Arbitro: | Higler |

|                                                          |           |                     |
| Ingvartsen 7’, 50’ Duelund 21’ Bruun Larsen 60’ Skov 84’ | Marcatori | 82’, 85’ Mikeltadze |

| Arbitro: | Djokić |

|                              |           |                                      |
| Kownacki 7’, 71’ Tomczyk 68’ | Marcatori | 8’ Dahlström 65’ Kairinen 76’ Jensen |

| Arbitro: | Clancy |

|  |           |                                               |
|  | Marcatori | 20’, 31’, 58’ Skov 62’ Duelund 84’ Ingvartsen |

| Arbitro: | Mantalos |

|  |           |                          |
|  | Marcatori | 62’ Tomczyk 80’ Michalak |

| Arbitro: | Trustin |

|                                    |           |                     |
| Olsen 22’ Thomsen 26’ Jacobsen 39’ | Marcatori | 29’ (aut.) Jacobsen |

| Arbitro: | Derdo |

|                           |           |                 |
| Beridze 59’ Chanturia 86’ | Marcatori | 9’, 83’ Källman |

| Arbitro: | Karakó |

|                               |           |                                   |
| Olsen 52’ (rig.) Petersen 84’ | Marcatori | 35’ (rig.) Kownacji 90+4’ Bartosz |

| Arbitro: | Kopriwa |

|                         |           |  |
| Matulevičius 55’ (aut.) | Marcatori |  |

| Arbitro: | Lardot |

|                                        |           |               |
| Michalak 15’ Tomczyk 24’ Żurkowski 74’ | Marcatori | 90+1’ Laursen |

| Arbitro: | Hovhannisyan |

|              |           |  |
| Zarandia 47’ | Marcatori |  |

| Arbitro: | Proske |

|  |           |                          |
|  | Marcatori | 61’ Kairinen 72’ Nissilä |

| Arbitro: | Anufrijevs |

|                                 |           |                     |
| Kharaishvili 31’ Mikeltadze 63’ | Marcatori | 43’ Skov 75’ Nissen |

| Arbitro: | Nikolić |

|              |           |  |
| Kownacki 78’ | Marcatori |  |

| Arbitro: | Marshall |

|              |           |                                    |
| Heinesen 45’ | Marcatori | 78’, 83’ Källman 90+2’ Lappalainen |

| Gargždai 7 settembre 2018, ore 17:00 CEST | Lituania | 0 – 0 referto | Georgia | Stadio Gargždai\| Arbitro: \| Tean \| |
| Arbitro:                                  | Tean     |               |         |                                       |

| Arbitro: | Millot |

|                              |           |  |
| Duelund 25’ Skov Olsen 90+4’ | Marcatori |  |

| Arbitro: | Hennessy |

|                     |           |             |
| Kownacki 72’ (rig.) | Marcatori | 16’ Thomsen |

| Arbitro: | Klossner |

|                 |           |                                       |
| Lappalainen 68’ | Marcatori | 66’, 74’ Wieteska 89’ (rig.) Kownacki |

| Arbitro: | Christofi |

|  |           |                        |
|  | Marcatori | 44’ Abilgaard 73’ Skov |

| Arbitro: | Milacic |

|                 |           |                                     |
| Lappalainen 19’ | Marcatori | 75’ (rig.) Mikeltadze 87’ Bughridze |

| Arbitro: | Kalkavan |

|             |           |                     |
| Billing 40’ | Marcatori | 43’ (rig.) Kownacki |

| Arbitro: | Saggi |

|                         |           |                          |
| Olsen 26’ Andreasen 84’ | Marcatori | 13’ Utkus 90+4’ Lasickas |

| Arbitro: | Jaeger |

|                                                  |           |  |
| Bruun Larsen 45+2’ Duelund 51’ Christensen 90+1’ | Marcatori |  |

| Arbitro: | Hunter |

|                                                 |           |  |
| Mikeltadze 52’ (aut.) Michalak 74’ Kownacki 90’ | Marcatori |  |

| Arbitro: | Papadopoulos |

|  |           |                                |
|  | Marcatori | 51’ Marazas 90+2’ Matulevičius |